# Valleyview (Ohio)
Pour les articles homonymes, voir Valleyview.
Valleyview est un village américain situé dans le comté de Franklin, dans l'Ohio. Selon le recensement de 2020, sa population est de 669 habitants.